# گانباور، ویکتوریا
گانباور (به انگلیسی: Gunbower) یک شهرک در استرالیا است که در ویکتوریا (استرالیا) واقع شده‌است.